# 2006-os mexikói szövetségi választás
A 2006-os mexikói szövetségi választást 2006. július 2-án tartották meg. A választáson Mexikó új elnökét választották meg, mert az elnök nem választható újra, egyszeri hatéves mandátuma van. A Képviselőház 500 és a Szenátus 128 tagját választották meg.
Ugyanezen a napon választották meg Mexikóváros kormányzóságát és törvényhozását. Kormányzó választást tartottak Guanajuato, Jalisco és Morelos államokban. Valamint önkormányzati és helyhatósági választásokat tartottak Guanajuato, Jalisco és Morelos,  Campeche, Colima, Nuevo León, Querétaro és Sonora államokban.
A választáson Felipe Calderón, a Nemzeti Akció Párt jelöltje győzött. Ez sorozatban a második választás volt, ahol nem a Mexikót 70 éven át irányító Intézményes Forradalmi Párt jelöltje győzött. A választási kampány rendkívül agresszív volt és számos botrány beárnyékolta a kampányt: Felipe Calderón mindössze 0.58%-kal vezetett Andrés Manuel Lopez Obrador , a Demokratikus Forradalom Pártja jelöltje. Andrés Manuel López Obrador választási csalásokról beszélt és magát a "Legitim elnöknek" kiáltotta ki, az őt támogató híveit az eredmények láttán országszerte tüntetésekre szólította fel.

## Választási kampány

### Jelöltek
A választáson 5 elnök-jelölt indult el:
| Párt/Koalíció | Párt/Koalíció                                                      | Kép | Jelölt                      | Szlogen                                                                                                |
| ------------- | ------------------------------------------------------------------ | --- | --------------------------- | --- |
|               | Nemzeti Akció Párt                                                 |     | Felipe Calderón             | Para que vivamos mejor "Hogy jobban éljünk!"                                                           |
|               | Koalíció Mindenki Jólétéért (PRD, PT, Mexikói Konvergencia Pártja) |     | Andrés Manuel López Obrador | Por el bien de todos, primero los pobres "Mindenki jólétéért, de elsők a szegények!"                   |
|               | Szövetség Mexikóért (PRI, PVEM)                                    |     | Roberto Madrazo             | Mover a México para que las cosas se hagan "Mozdítsuk meg Mexikót, hogy a dolgok el legyenek intézve!" |
|               | Szociáldemokrata and Földmunkás Alternatíva Pártja                 |     | Patricia Mercado Castro     | Palabra de mujer "A nő szava!"                                                                         |
|               | Új Szövetség Pártja                                                |     | Roberto Campa Cifrián       | Uno de tres "Egy a háromból"                                                                           |

### Közvélemény-kutatások
A közvélemény-kutatásokban Lopez Obrador és Calderón fej-fej mellett haladt. A választás előtt 8 nappal publikált közvélemény-kutatásokban mind López Obrador és Calderón győzelmét esélyesnek tartották. A Reforma és az El Universal napilapok szerint Mexikóváros volt a mérleg nyelve: itt López Obrador 2 százalékponttal vezetett Calderón előtt.
| Dátum              | Közvélemény-kutató         | Forrás                                                       | López Obrador | Calderón | Madrazo |
| ------------------ | -------------------------- | ------------------------------------------------------------ | ------------- | -------- | ------- |
| 2006. június 23.   | Reforma                    |                                                              | 36%           | 34%      | 25%     |
| 2006. június 23.   | El Universal               |                                                              | 36%           | 34%      | 26%     |
| 2006. június 23.   | Ulises Beltran y Asociados |                                                              | 34%           | 34%      | 26%     |
| 2006. június 22.   | Milenio Diario             |                                                              | 35.4%         | 30.5%    | 29.6%   |
| 2006. június 22.   | GEA-ISA                    |                                                              | 36%           | 38%      | 23%     |
| 2006. június 22.   | Alducin y Asociados        |                                                              | 34%           | 38%      | 24%     |
| 2006. június 22.   | Consulta Mitofsky          |                                                              | 36%           | 33%      | 27%     |
| 2006. június 21.   | Indermerc                  |                                                              | 33%           | 32%      | 28%     |
| 2006. június 21.   | Marketing Político         |                                                              | 34%           | 37%      | 26%     |
| 2006. június 20.   | Parametría                 | [ halott link ]                                              | 36.5%         | 32.5%    | 27%     |
| 2006. június 19.   | Zogby                      |                                                              | 31%           | 35%      | 27%     |
| 2006. június 14.   | Reforma                    | Archiválva 2018. október 6-i dátummal a Wayback Machine-ben  | 37%           | 35%      | 23%     |
| 2006. június 13.   | Milenio Diario             |                                                              | 34.2%         | 31%      | 29.6%   |
| 2006. június 13.   | Consulta Mitofsky          |                                                              | 35%           | 32%      | 28%     |
| 2006. június 12.   | El Universal               | Archiválva 2006. június 13-i dátummal a Wayback Machine-ben  | 34%           | 37%      | 22%     |
| 2006. június 11.   | GEA-ISA                    |                                                              | 35%           | 39%      | 23%     |
| 2006. június 6.    | El Universal               | Archiválva 2006. június 13-i dátummal a Wayback Machine-ben  | 36%           | 36%      | 24%     |
| 2006. június 6.    | Parametría                 |                                                              | 35.5%         | 34.4%    | 27%     |
| 2006. június 5.    | BGC, Beltrán y Asociados   |                                                              | 35%           | 35%      | 26%     |
| 2006. május 29.    | Milenio Diario             |                                                              | 33%           | 33%      | 30%     |
| 2006. május 29.    | Consulta Mitofsky          | [ halott link ]                                              | 34%           | 34%      | 28%     |
| 2006. május 28.    | GEA-ISA                    |                                                              | 31%           | 40%      | 27%     |
| 2006. május 24.    | Reforma                    |                                                              | 35%           | 39%      | 22%     |
| 2006. május 19.    | Zogby                      | Archiválva 2006. június 15-i dátummal a Wayback Machine-ben  | 29%           | 34%      | 22%     |
| 2006. május 15.    | El Universal               | Archiválva 2006. május 26-i dátummal a Wayback Machine-ben   | 35%           | 39%      | 21%     |
| 2006. május 8.     | Parametría                 |                                                              | 34%           | 36%      | 26%     |
| 2006. május 4.     | GEA-ISA                    |                                                              | 31%           | 41%      | 25%     |
| 2006. május 3.     | Consulta Mitofsky          |                                                              | 34%           | 35%      | 27%     |
| 2006. május 3.     | Reforma                    |                                                              | 33%           | 40%      | 22%     |
| 2006. május 2.     | Milenio Diario             |                                                              | 33%           | 36%      | 28%     |
| 2006. április 23.  | Parametría                 |                                                              | 35%           | 33%      | 28%     |
| 2006. április 17.  | El Universal               | Archiválva 2006. április 21-i dátummal a Wayback Machine-ben | 38%           | 34%      | 25%     |
| 2006. április 6.   | Milenio Diario             |                                                              | 34%           | 31%      | 31%     |
| 2006. április 6.   | Arcop*                     |                                                              | 33%           | 36%      | 29%     |
| 2006. március 27.  | Consulta Mitofsky          |                                                              | 37.5%         | 30.6%    | 28.8%   |
| 2006. március 27.  | BIMSA                      |                                                              | 31.2%         | 25.5%    | 21.4%   |
| 2006. március 21.  | GEA-ISA                    |                                                              | 34%           | 36%      | 28%     |
| 2006. március 16.  | Reforma                    |                                                              | 41%           | 31%      | 25%     |
| 2006. március 13.  | El Universal               |                                                              | 42%           | 32%      | 24%     |
| 2006. február 22.  | Consulta Mitofsky          |                                                              | 39.4%         | 29.8%    | 27.5%   |
| 2006. február 21.  | GEA-ISA                    |                                                              | 34%           | 27%      | 22%     |
| 2006. február 21.  | Reforma                    |                                                              | 38%           | 31%      | 29%     |
| 2006. február 20.  | El Universal               | Archiválva 2006. április 6-i dátummal a Wayback Machine-ben  | 30%           | 27%      | 22%     |
| 2006. január 23.   | GEA-ISA                    |                                                              | 35%           | 35%      | 29%     |
| 2006. január 26.   | El Universal               | Archiválva 2006. február 3-i dátummal a Wayback Machine-ben  | 33%           | 27%      | 20%     |
| 2006. január 20.   | Parametria                 |                                                              | 35.7%         | 27.4%    | 26.2%   |
| 2006. január 20.   | TV Azteca                  | Archiválva 2022. február 16-i dátummal a Wayback Machine-ben | 38%           | 31%      | 28%     |
| 2006. január 19.   | Reforma                    |                                                              | 34%           | 26%      | 22%     |
| 2006. január 19.   | La Jornada *               | Archiválva 2006. április 27-i dátummal a Wayback Machine-ben | 39%           | 27%      | 22%     |
| 2006. január 18.   | Consulta Mitofsky          |                                                              | 38.7%         | 31%      | 29.2%   |
| 2006. január 8.    | Milenio Diario *           |                                                              | 28%           | 30%      | 25%     |
| 2005. december 5.  | Univision.com              | Archiválva 2013. február 5-i dátummal az Archive.is-en       | 34.8%         | 28.8%    | 30.4%   |
| 2005. november 21. | Reforma                    |                                                              | 29%           | 28%      | 21%     |
| 2005. november 5.  | El Universal               | Archiválva 2006. január 25-i dátummal a Wayback Machine-ben  | 34%           | 22%      | 18%     |
| Dátum              | Közvélemény-kutató         | Forrás                                                       | López Obrador | Calderón | Madrazo |

### Elnök-jelöltek vitája
Az első televíziós vitát 2006. április 25-én tartották meg, amin López Obrador kivételével, az összes elnök-jelölt részt vett. López Obrador elutasította a részvételt, amit politikai elemzők véleménye szerint előre eltervezhettek. Calderón magabiztosan vezetett a vita után, sokan a vita győztesének tartották, míg Madrazot számos kritika érte, hogy túlságosan ideges volt a vita alatt.
A második televíziós vitát 2006. június 6-án tartották meg, amin López Obrador is részt vett már. A vita után már megoszlottak a vélemények: Reforma és Presente napilapok szerint Calderón, míg a Diario Monitor napilap szerint Lóper Obrador állt nyerésre.

## Választási eredmények
| Jelölt                                        | Jelölt                      | Párt                                                               | Szavazatok száma | Szavazatok % |
| --------------------------------------------- | --------------------------- | ------------------------------------------------------------------ | ---------------- | ------------ |
|                                               | Felipe Calderón             | Nemzeti Akció Párt                                                 | 14,027,214       | 36.38%       |
|                                               | Andrés Manuel López Obrador | Koalíció Mindenki Jólétéért (PRD, PT, Mexikói Konvergencia Pártja) | 13,624,506       | 35.34%       |
|                                               | Roberto Madrazo             | Szövetség Mexikóért (PRI, PVEM)                                    | 8,318,886        | 21.57%       |
|                                               | Patricia Mercado            | Szociáldemokrata and Földmunkás Alternatíva Pártja                 | 1,085,966        | 2.81%        |
|                                               | Roberto Campa Cifrián       | Új Szövetség Pártja                                                | 384,317          | 0.99%        |
|                                               | Szavazó saját jelöltje      | Szavazó saját jelöltje                                             | 281,145          | 0.72%        |
|                                               | Üresen hagyott /Érvénytelen | Üresen hagyott /Érvénytelen                                        | 827,317          | 2.14%        |
| Total                                         | Total                       | Total                                                              | 38,549,351       | 100.00%      |
| Source: Mexikói Szövetségi Választási Hivatal |                             |                                                                    |                  |              |

## Vitatott dolgok

### Tömegtüntetések a választások után
A választási eredmények láttán López Obrador követelte a szavazatok újraszámlálását, 900 oldalnyi bizonyíték állt rendelkezésükre, amiben a Szövetségi Választási Bíróság választási szabálytalanságokat tárt fel. A jelentés szerint 50.000 szavazóhelyiséget vizsgáltak és kiderült, hogy összesen 900 ezer López Obradorékra leadott szavazatot semmisítettek meg.
Ezek után López Obrador és szimpatizánsai tömegtüntetéseket szerveztek országszerte és polgári elégedetlenséghez folyamodtak. Ezek közül a 2006. július 30-án Mexikóvárosban szervezett tömegmegmozdulás volt a legnagyobb, ahol a város főterén, a Zócalón 500 ezer és 3 millió fő közötti szimpatizáns tüntetett.
Emellett városszerte tiltakozásként sátrakat és barikádokat emeltek, Mexikóváros fő közlekedési csomópontjait bénították meg, amelyek közül leginkább a Paseo de la ReformáT érintette, amely a város fő közlekedési ütőere. 47 napig tartottak a részleges útlezárások és a forgalom lassítás is. A megmozdulás rendkívül népszerűtlen lett a mexikóvárosiak körében, 65%-uk elutasította a megmozdulást egy felmérés szerint.
Augusztus 5.-én a Szövetségi Választási Bíróság sajtótájékoztatón jelentette be, hogy csak 11.839 szavazóhelyiségben és 155 választókerületben tártak fel választási csalást, ami az összes szavazóhelyiség 9.2%-a és itt rendelik el a szavazatok újraszámlálását. López Obrador elutasította az állásfoglalást és követelte hogy, az összes szavazóhelyiségben történjen meg a szavazatok újraszámlálása.
A legtöbb szavazatot Jalisco és Aguascalientes államokban kellett újraszámolni, ahol a szavazóhelyiséget 33-35%-ában hajtottak végre újraszámlálást, Jalisco esetében matematikai hibára hivatkozva. A sorban Tamaulipas, Campeche, Chihuahua, Durango, Új-León és San Luis Potosí jöttek, ahol a szavazóhelyiségek több mint 10%-ában hajtottak végre szavazat újraszámlálást. A legkevesebb alkalommal a Mexikóváros és körzetét lefedő Szövetségi Kerületben és Quintana Roo államokban végeztek szavazat újraszámlálást.

## Választások után
A 2006-os választás az egyik legbotrányosabb kampánnyal telt és számos vitatt dolog történt meg. Az 1988-as elnök választás után ez volt a második, hogy konkrét bizonyíték keletkezett választási csalásra. Felipe Calderón lett a győztes, amivel ismét a Nemzeti Akció Párt jelöltje lett a győztes.
2006. november 20-ára López Obrador egy olyan eseményt rendezett, ahol magát "Mexikó törvényes elnökének" kiáltotta ki a szimpatizánsai előtt.
December 1.-én nyitották meg a választás után újjáalakult Unió Kongresszusának ülését, egyben hivatalba lépett elnökként Felipe Calderón. Az új elnök beszédét azonban megzavarták López Obrador pártjának tagjai: bekiabáltak és választási csalással vádolták meg Calderónt és pártját. A választási csalási vád mellett Calderón hivatala alacsony népszerűséggel látott neki munkájának. Hivatalba lépését követően 1 hónappal Calderón elnök bejelentette hogy kormánya harcot hirdet a drogkereskedelem és a szervezett bűnözés ellen, ami elindította a mexikói drogháborút.  Számos politikai elemző ezt népszerűségnövelő intézkedésnek tulajdonította.